# Bencode
Bencode bzw. als Verb bencoding ist ein Datenaustauschformat, welches für das Filesharing-Protokoll BitTorrent entwickelt wurde. Es verwendet eine effiziente, ASCII-basierte Kodierung, kann aber Binärdaten enthalten. Insofern ist Bencode anders als Formate wie XML, JSON oder YAML nicht grundsätzlich menschenlesbar. Das Format unterstützt vier Datentypen: Ganze Zahlen, Zeichenketten variabler Länge, Listen und assoziative Listen.
Bencode wird unter anderem in .torrent-Dateien (offiziell Metainfo-Dateien) verwendet.
Bencode ist ein recht einfaches Format mit einer strikten Definition. Für jeden Datensatz gibt es nur eine gültige Darstellung in Bencode. Dies vereinfacht das Parsing und die Implementierung. Allerdings wird zum Bearbeiten ein spezialisierter Editor benötigt, da Texteditoren wegen enthaltener Binärdaten im Allgemeinen nicht zur Bearbeitung geeignet sind.

## Format

### Zahlen
Zahlen werden als i<zahl>e codiert. Dabei ist <zahl> die dezimale ASCII-Darstellung der Zahl. Negative Zahlen werden wie üblich mit einem vorangestellten Bindestrich (ASCII-Zeichen 45) ausgegeben. Bencode unterstützt nur ganze Zahlen.
| Zahl  | Bencode |
| ----- | ------- |
| −234  | i-234e  |
| 0     | i0e     |
| 29410 | i29410e |

### Zeichenketten
Zeichenketten werden als <länge>:<inhalt> ausgegeben. Dabei ist <länge> die Länge, zur Basis 10, und <inhalt> die Zeichenkette an sich. Leere Zeichenketten werden mit der Länge Null ausgegeben. Zeichenketten haben keinen definierten Zeichensatz und können auch binäre Daten enthalten. In Metainfo-Dateien sind alle Texte UTF-8-kodiert.
| Zeichenkette         | Bencode       |
| -------------------- | ------------- |
| (leere Zeichenkette) | 0:            |
| Hallo Welt           | 10:Hallo Welt |

### Listen
Listen werden als l<inhalt>e ausgegeben. <inhalt> besteht aus den aneinandergereihten, bencodeten Elementen der Liste. Eine Liste kann eine Mischung unterschiedlicher Datentypen beinhalten (z. B. sowohl Zahlen als auch Zeichenketten). Eine leere Liste hat die Darstellung le.
| Liste                       | Bencode                     |
| --------------------------- | --------------------------- |
| []                          | le                          |
| [595]                       | li595ee                     |
| [Hallo]                     | l5:Halloe                   |
| [-343, Hallo, 555, [], [5]] | li-343e5:Halloi555eleli5eee |

### Assoziative Listen
Assoziative Listen (dictionaries) werden, ähnlich wie normale Listen, in der Form d<inhalt>e ausgegeben. Dabei besteht der Inhalt aus aneinandergereihten Schlüssel-Wert-Paaren. Die Paare müssen in lexikographischer Ordnung aufgeführt sein, womit die Darstellung jeder assoziativen Liste eindeutig ist. Eine leere assoziative Liste wird als de ausgegeben.
| Assoziative Liste             | Bencode                     |
| ----------------------------- | --------------------------- |
| {}                            | de                          |
| {Name => Thomas, Alter => 34} | d5:Alteri34e4:Name6:Thomase |